# 尾形賢
尾形 賢（おがた けん、1980年10月27日- ）は、日本の政治家。前京都府議会議員（3期）。京都府議会決算特別委員長、総務警察常任委員長などを歴任した。
2019年の京田辺市長選（4月14日告示、同21日に投開票）へ、無所属、自民党からの推薦での立候補したが、上村崇に敗れた。
生まれ育ったふるさとである八幡市は、「旧態依然とした市政運営が行われる中、しがらみのない政治は自民党ではできない」と考え、八幡市長選挙へ日本維新の会からの出馬を決断。「生まれ育った街に貢献する」と語り、市長報酬の２割削減のほか高校授業料の実質無償化などを挙げている。
2023年10月16日 自民党京都府連より除名処分。同年11月12日投開票の八幡市長選挙は任期途中で辞任した堀口文昭の後継として指名された川田翔子に敗れた。

## 政治家として
京都府議会議員に府議会史上最年少となる26歳で就任以降、「誰もが輝けるまち。」をキャッチコピーに掲げて活動している。

## 公益社団法人日本青年会議所の活動
まちづくり活動にも取り組んでおり、山城青年会議所では副理事長や専務理事を務め地域課題解決に向けた事業を牽引した。
2014年の日本青年会議所全国大会(松山大会)では、尾形が委員長をつとめ実施した。山城青年会議所と各市町村社会福祉協議会と結んだ災害時連携協定の締結が全国で初めてとなる取り組みとなったことが評価され、AWARDJAPAN2014 国民生活支援部門優秀賞を獲得。2017年の公益社団法人日本青年会議所 第45回京都ブロック大会では、尾形のプロジェクト「作ろう！地域の防災マップ」がグランプリとなり、京都府知事賞を受賞した。

## 来歴
八幡市生まれ八幡市育ち。
八幡市立八幡小学校、京田辺市立大住中学校、私立洛南高等学校卒業、大阪市立大学工学部建築学科卒業。
中学時代は吹奏楽部に所属し、大住中学校で初となる全国吹奏楽コンクールに出場した他、大学時代にも吹奏楽部に所属し、二年間は指揮者として活動。
大学卒業後、衆議院議員の菱田嘉明と森岡正宏の秘書として師事していたが、落選した二人の師の志を継がなければならないと思い立ち、井澤京子衆議院議員の秘書を経て、京都府議会議員選挙に出馬し府議会史上最年少の26歳で初当選を果たす。
以後3期連続当選し、「京都府地域をつなぎ活力あるまちづくり」や「常にプレーヤーとして市民の立場に立った行政改革」に取り組む。

## 人物
趣味は音楽鑑賞と料理。